# Aphaniosoma spiniventre
Aphaniosoma spiniventre (лат.) — вид мух рода Aphaniosoma из семейства Chyromyidae.

## Распространение
Тунис, Объединенные Арабские Эмираты, Израиль и Иордания.

## Описание
Мелкие мухи с телом длиной около 2 мм. Тёмный вид, который часто имеет жёлтый апикальный край на щитике и небольшую бледную область на и/или около посталярного каллуса. Его можно определить по самцу без препарирования, если достаточно хорошо видны гипопигиальные структуры. Постгонит особенно узкий и изогнут на вершине; вершина базифаллуса тупая, как у A. claridgei. При препарировании прегенитальный стернит очень характерен своей приблизительно квадратной формой, склеротизированный на боковых и передних границах и по средней линии, где, будучи очень сильно склеротизированным и узким, придает этой части вид длинного шипа. Самки трёх близкородственных видов: A. nigrum, A. nigricauda и A. spiniventre обычно имеют тёмно-коричневый базальный членик жгутика, как и самка A. creperum, и их можно определить только по ассоциации с самцами.